# Colen Campbell
Colen Campbell (1676 – 1729) è stato un architetto e scultore scozzese attivo in Inghilterra.

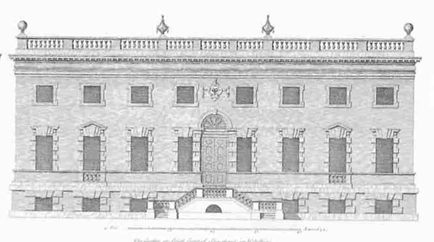
Il neopalladianesimo: la facciata sud della Stourhead House, progettata da Colen Campbell e completata nel 1720. Il progetto si basa su quello di Andrea Palladio per Villa Emo. Stampa dal Vitruvius Britannicus.

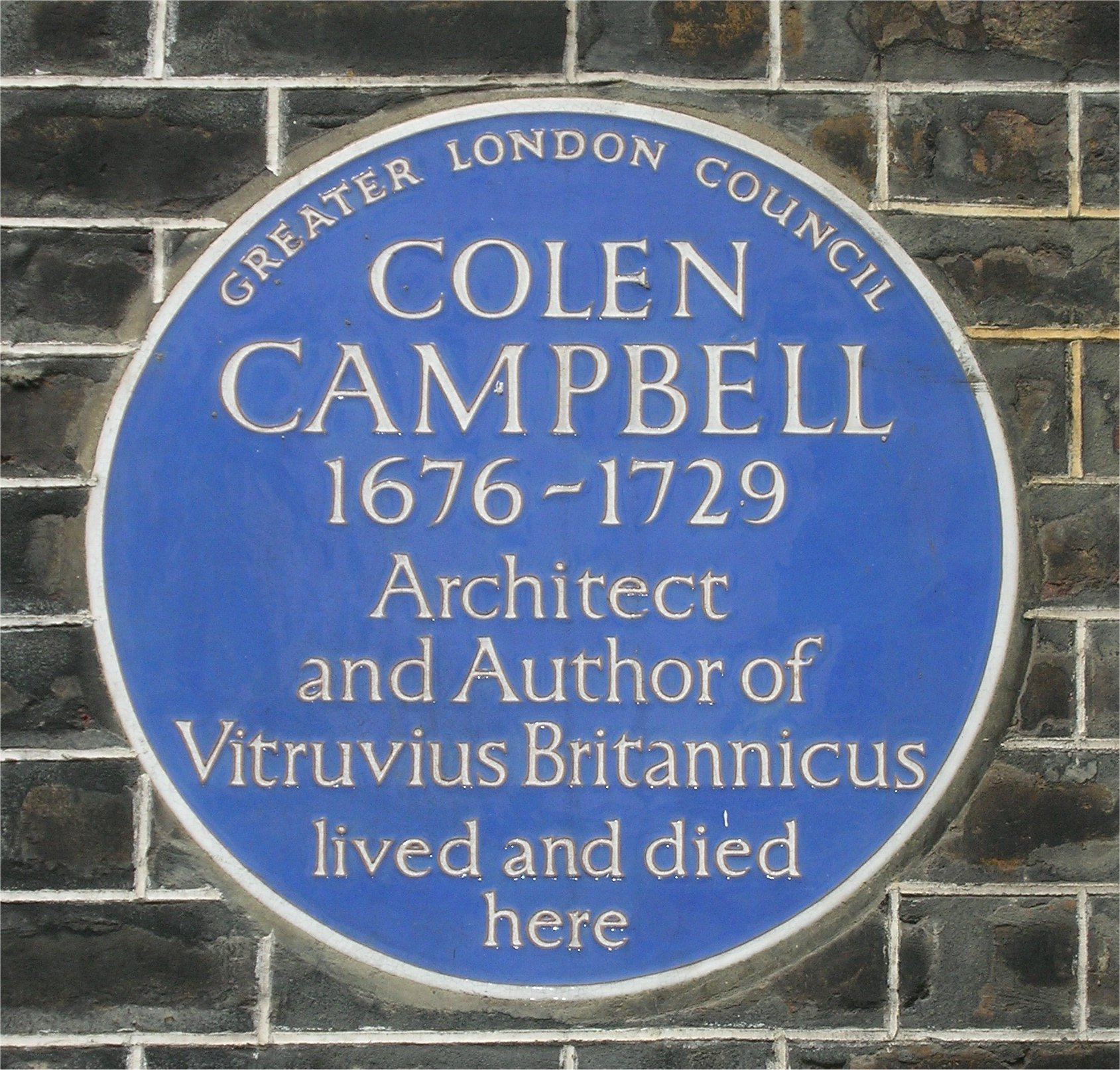
Targa della municipalità di Londra presso la casa londinese in cui visse e morì Colen Campbell.

Gli si attribuisce la fondazione dell'architettura georgiana e l'ispirazione del palladianesimo.

## Biografia
Discendente della famiglia Campbell di Cawdor Castle, studiò giurisprudenza prima di dedicarsi all'architettura.
Nei primi anni della sua carriera venne aiutato da Lord Burlington e dal duca di Argyle. Non è un caso quindi se si impegnò in lavori presso la Burlington House di Londra (sede attuale della Royal Academy of Arts) ispirandosi a strutture italiane risalenti al tardo Rinascimento.
Campbell subì agl inizi della carriera l'influenza di James Smith (circa 1645-1731), considerato una dei pionieri scozzesi nel settore dell'architettura.
Uno dei settori nel quale operò più attivamente fu quello delle residenze private, riuscendo a realizzare edifici molto apprezzati, quali la Wanstead House (1720).
Tra le altre sue opere, spiccarono il Mereworth Castle, uniformato al nuovo gusto palladiano.
Per quanto riguarda la sua attività letteraria, il suo libro più famoso è un trattato, Vitruvius Britannicus, or the British Architect..., pubblicato in tre volumi fra il 1715 e il 1725 (alcuni altri volumi furono raccolti successivamente da Woolfe e Gandon, e pubblicati fra il 1767 e il 1771). Il Vitruvius Britannicus fu il primo libro di architettura in inglese dopo First Groundes di John Shute. Testo di grande successo, fu più che altro un catalogo di progetti di Andrea Palladio, Inigo Jones, Christopher Wren e altri noti architetti dell'epoca.
Nell'introduzione all'opera Campbell si occupò sia degli eccessi formali del Barocco sia della esigenza di elaborare un gusto inglese indipendente dai movimenti stranieri.

Il terzo volume comprese una vasta descrizione di giardini e parchi, appartenente a residenze comuni ma soprattutto aristocratiche.

## Opere principali
- Burlington House, Londra 1717, ristrutturata nella facciata e negli ingressi per Richard Boyle.
- Stourhead, Wiltshire, 1721 - 1724, realizzata per il banchiere Henry Hoare. Le strutture laterali furono aggiunte dopo la seconda metà del secolo, così come il portico ed il famoso parco che ruota attorno al lago.
- Pembroke House, Whitehall, Londra, 1723, per Henry Herbert, ricostruito nel 1757 e demolito nel 1913.
- Houghton Hall, Norfolk, dal 1722, commissionata da sir Robert Walpole.
- Mereworth Castle, Kent dal 1722, per il quale Campbell si ispirò al modello palladiano di Villa Almerico Capra detta la Rotonda.
- Weverley Abbey, Surrey ca 1723, per John Aislabie, in seguito abbondantemente ristrutturata.
- Numeri 76 e 78 di Brook Street, Londra, 1725-26.